# Marcelo Paredes
Marcelo Alexander Paredes Ayusto (Montevideo, Uruguay, 20 de noviembre de 1900) es un exfutbolista uruguayo que jugaba como delantero. Ha militado en varios clubes de Uruguay, Paraguay, Chile, Venezuela, Costa Rica y China.

## Clubes

### Como jugador
| Club                 | País       | Año         |
| -------------------- | ---------- | ----------- |
| Fénix                | Uruguay    | 1990 - 1995 |
| River Plate          | Uruguay    | 1996        |
| Montevideo Wanderers | Uruguay    | 1997        |
| Juventud Las Piedras | Uruguay    | 1998        |
| Cartaginés           | Costa Rica | 1998        |
| Olimpia              | Paraguay   | 1998        |
| Mineros de Guayana   | Venezuela  | 1999        |
| Beijing Guoan        | China      | 1999        |
| Juventud Las Piedras | Uruguay    | 2000        |
| Provincial Osorno    | Chile      | 2001        |
| Racing de Montevideo | Uruguay    | 2002        |

### Distinciones individuales
| Distinción                                  | Club                 | Año  |
| ------------------------------------------- | -------------------- | ---- |
| Goleador de la Segunda División Profesional | Juventud Las Piedras | 1998 |